# 朱关田
朱关田（1944年3月—），字曼倬，男，浙江绍兴人，中国书法家、篆刻家，中国书法家协会原副主席。